# Mecas marmorata
Mecas marmorata är en skalbaggsart som beskrevs av Charles Joseph Gahan 1892. Mecas marmorata ingår i släktet Mecas och familjen långhorningar. Inga underarter finns listade i Catalogue of Life.